# Sarvay Elek
Sarvay Elek, Sarvay Elek Tivadar György (Kisvárda, 1884. április 23. – Sydney, 1970 körül) magyar jogász, országgyűlési képviselő (1939–1944).

## Élete
Dr. Sarvay János köz- és váltóügyvéd és Farkas Anna római katolikus szülők gyermekeként született. Középiskolái elvégzése után a budapesti és a kolozsvári tudományegyetemeken folytatott jogi tanulmányokat, illetve egy évet eltöltött a lipcsei egyetemen is. Az első világháború kitörésekor az 5. huszárezredhez vonult be, hadnagyi rendfokozatban, és több ütközetben részt is vett Lemberg térségében; 1914 augusztusában meg is sebesült, fejlövést kapott. Sebesülése miatt a város egyik kórházába került, ahol nem sokkal később fogságba esett és a következő három és fél évet hadifogolyként töltötte. 1918 márciusában, a német harctéren keresztül sikerült hazaszöknie; helytállásáért elnyerte a Signum Laudist és a sebesülési érmet.
Szabolcs vármegye lakossága még a katonai szolgálata idején, 1915 májusában alügyésszé választotta meg. Amikor a vármegye 1918-1919-ben román megszállás alá került, ő töltötte be a magyar hatóságok megbízásából a tolmács szerepét – francia nyelven –, sőt maga is tárgyalt a későbbi román miniszterelnök Iuliu Maniuval Nagyszebenben, a román rekvirálások enyhítése érdekében. 1929-ben vármegyei főügyésszé választották meg, 
Korán bekapcsolódott a megyei és az országos politikai életbe; sok jogszabály módosítása, illetve új jogszabályok kezdeményezése érdekében lépett fel a megyegyűléseken, főleg szociális területen. Számos jobboldali civil szervezetnek volt tagja, ezek egy részében vezető tisztviselői szerepet is vállalt. Az 1939-es országgyűlési választáson parlamenti képviselői mandátumot is szerzett, a Magyar Egység Pártja (MEP) programjával, a hivatalosan nagyhalászi – de amúgy kemecsei székhelyű – választókerületben. 